# Jan Motyka (polityk)
Jan Motyka (ur. 1 lipca 1923 w Sosnowcu, zm. ?) – polski ślusarz, poseł na Sejm PRL IV kadencji.

## Życiorys
Uzyskał wykształcenie podstawowe, z zawodu ślusarz. W 1945 został ślusarzem w Hucie im. Mariana Buczka w Sosnowcu, należał do związku zawodowego. W 1953 został wybrany na przewodniczącego rady zakładowej, w 1957 wrócił do pracy na wydziale produkcyjnym, a następnie w 1959 awansował na stanowisko brygadzisty wydziału. W 1952 wstąpił do Polskiej Zjednoczonej Partii Robotniczej, w 1953 wszedł w skład egzekutywy Komitetu Zakładowego PZPR. W 1958 został I sekretarzem Oddziałowej Organizacji Partyjnej, od 1963 był członkiem plenum Komitetu Miejskiego PZPR w Sosnowcu. W 1964 został delegatem na IV zjazd PZPR.
W 1965 uzyskał mandat posła na Sejm PRL w okręgu Sosnowiec, w parlamencie pracował w Komisji Kultury i Sztuki.
Odznaczony Brązowym (1946) i Srebrnym (1962) Krzyżem Zasługi. Otrzymał ponadto Srebrną i Złotą Odznaką „Zasłużonego Przodownika Pracy”.